# Dukagjini (famiglia)
I Dukagjini (in latino Ducaginus o Ducagini, in turco Dukaginzâde o Dukakinoğlu) erano una famiglia nobile feudale albanese che governava su un'area dell'Albania settentrionale e del Kosovo occidentale conosciuta come il Principato dei Dukagjini nel XIV e XV secolo. Potrebbero essere stati i parenti o i discendenti della precedente famiglia Progoni, che fondarono il primo stato albanese nella storia documentata, il Principato di Arbanon. La città di Lezhë (Alessio) era il loro possedimento più importante.
I Dukagjini si evolsero da un clan esteso (farefisni) a una famiglia feudale alla fine del XIII secolo, quando il loro primo progenitore conosciuto Gjin Tanushi divenne noto come dux (duca); di conseguenza i suoi discendenti presero il cognome Ducagini. All'inizio del XV secolo, divennero una delle famiglie feudali più importanti del paese. Dopo la conquista ottomana dell'Albania, un loro ramo trovò rifugio e si stabilì nella veneziana Capodistria, dove divenne nota come la famiglia dei Docaini, che mantenne il governatorato della città fino all'inizio del XVII secolo, quando morì l'ultima linea maschile dei Docaini. Un altro ramo, convertito all'Islam dal cristianesimo cattolico, rimase nell'Impero ottomano, dove raggiunse gli alti ranghi della leadership ottomana e produsse molti governatori (pascià) in Medio Oriente, dove vivono i loro discendenti.
Lekë Dukagjini è il membro più noto del clan in Albania. È ricordato nella tradizione orale come il codificatore del Kanun (diritto consuetudinario) più conosciuto dell'Albania. Un altro Dukagjini è Yahya bey, famoso poeta del diwan del XVI secolo.

## Origini
La famiglia Dukagjin faceva parte di un clan allargato (farefisni) con diversi rami. I rami principali all'inizio del XV secolo erano quelli di Scutari e quello di Lezhë. L'estensione del fis in varie regioni è indicata dai nomi di tre diverse aree: Leknia (dal nome di uno dei numerosi Lekë Dukagjini) che si estende dalla Mirdita alla Malësia, gli altopiani di Dukagjin a nord, e Rrafshi i Dukagjinit nel Kosovo occidentale. Il primo antenato conosciuto dei Dukagjin che diede il nome alla famiglia fu un militare albanese, Gjin Tanushi, che nel 1281 divenne noto con il titolo di dux (ducam Ginium Tanuschium Albanensem). Potrebbe essere stato un parente o un discendente dei precedenti Progoni tramite il protosebastos Progon, figlio di Gjin Progoni. Il dominio di tale Progon nell'area di Mirdita, le molte somiglianze tra l'emblema della famiglia Progoni nell'iscrizione di Gëziq e lo stemma dei successivi Dukagjini e la pretesa dei Dukagjini di essere i signori ereditari di Ndërfandë e dell'abbazia di Gëziq ha portato gli storici a ritenere che i due clan potessero essere imparentati o addirittura che i Dukagjini fossero i discendenti dei Progoni attraverso il protosevastos Progon.
Gjin Tanushi è menzionato come un nemico del dominio angioino in Albania che fu poi catturato e imprigionato per le sue azioni. Gjon Muzaka scrisse il primo resoconto sulle origini dei Dukagjini nel 1510. Descrive un'illustre provenienza da Troia, dopo di che trovarono rifugio in Francia. Da quel paese, due fratelli tornarono a sud. Uno si stabilì in Italia e fu il capostipite dei Duchi di Ferrara e l'altro Duca Gjin venne in Albania e prese possesso della zona di Zadrima. Le genealogie di Gjon Muzaka sono considerate storicamente molto dubbie, ma di valore su ciò che esse si riflettono sul loro autore e sulla sua epoca. Muzaka era sposato con Maria Dukagjini, una discendente della famiglia. Un'altra storia orale di questo tipo, che è stata registrata negli archivi della Repubblica di Ragusa, li nomina come ribelli regionali nel VII secolo d.C., che avevano attaccato due volte la città.
Una persona con il nome Dukagjini era menzionata in un documento del 1377 a Ragusa (Dubrovnik), come Nicolaus Tuderovich Duchaghi. Non risulta possibile collegare questa persona come parente di nessun altro membro della famiglia Dukagjini.

## Storia

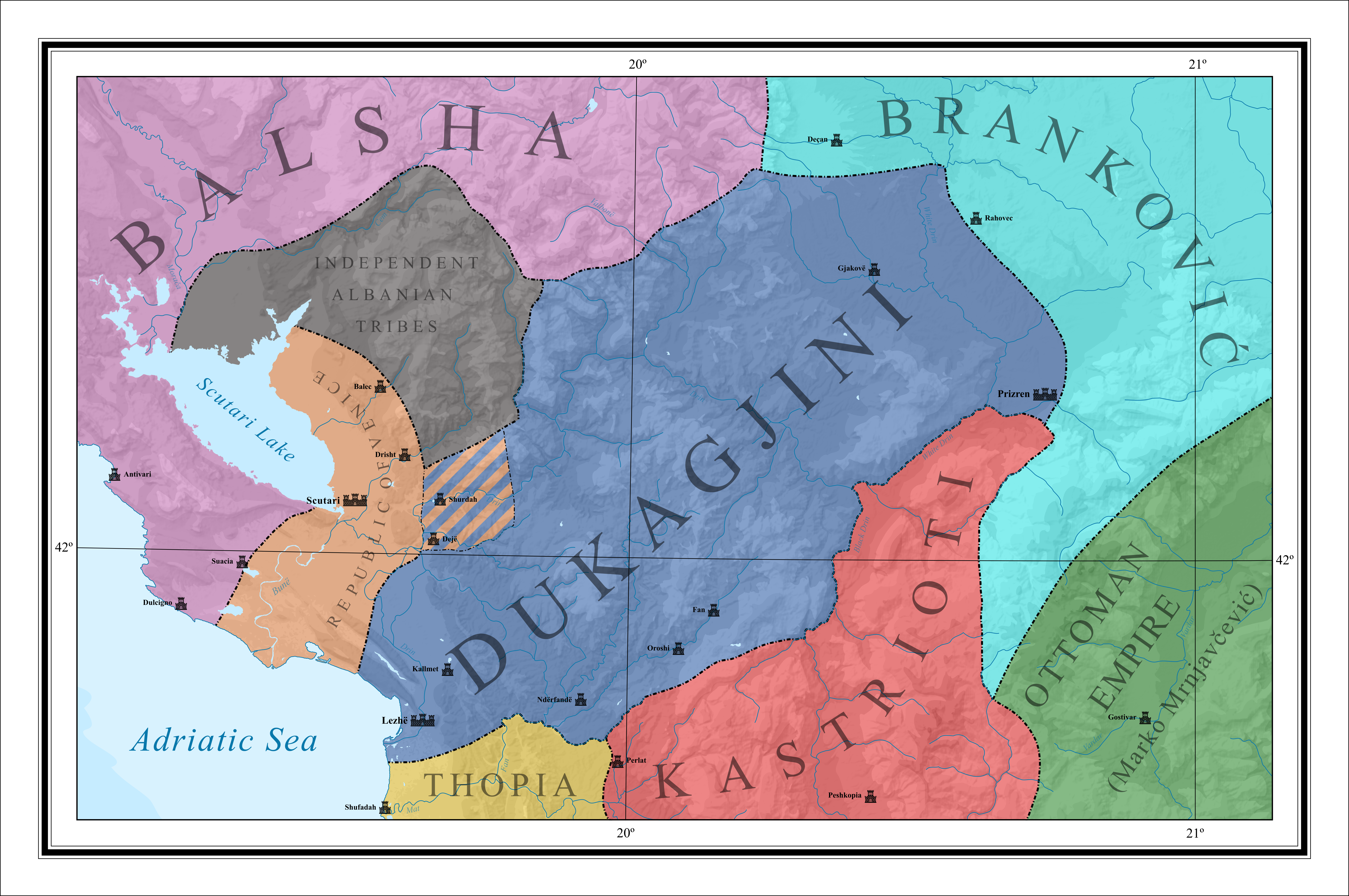
Famiglia Dukagjini alla fine del XIV secolo

Nel XV secolo secondo le fonti risultano due rami separati della famiglia Dukagjin. Il rappresentante di un ramo, Gjergj Dukagjini, appare come proprietario di alcuni villaggi vicino Lezhë e comandante di una forza di 40 cavalieri e 100 fanti. Sebbene il Senato veneziano accettasse i suoi servigi, credendo nella sua lealtà, sostenne il signore di Zeta Balša III e combatté contro Venezia quando Balša III conquistò i possedimenti veneziani vicino Scutari. Gjergj Dukagjini morì prima del 1409. Nel 1409, il Senato veneziano graziò il figlio Nikola (Nikollë) per le attività del padre, su richiesta di Dimitrije Jonima.
Secondo la cronaca di Gjon Muzaka, Gjergj Dukagjini ebbe tre figli, Gjergj, Tanush e Nikola Dukagjini. Nikola è menzionato per la prima volta in un documento del 1409. Nel 1443 partecipò alla Lega di Alessio, come vassallo di Lekë Zaharia. Già nel 1444 Nikola uccise Zaharia e tentò di conquistare la sua pronoia, ma non riuscì a farlo, a eccezione di Sati e di diversi villaggi senza combattere. Dopo la guerra di Scanderbeg contro Venezia, firmò un trattato di pace con i veneziani. Insieme a molti altri nobili albanesi (come Moisi Arianit Golemi, Pal Dukagjini e Hamza Kastrioti) abbandonò le forze di Scanderbeg e disertò a favore degli ottomani che gli permisero di governare 25 villaggi a Debar e 7 villaggi a Fandi. Nikola morì prima del 1454. I suoi figli, Draga e Gjergj Dukagjini, che furono uccisi intorno al 1462 poiché caduti in un'imboscata da altri nobili albanesi, ebbero ruoli politici minori.
I Dukagjini rimasero neutrali durante la prima guerra di Scutari. Sostennero il despota serbo Stefan Lazarević durante la seconda guerra di Scutari fino al gennaio 1423, quando, insieme ad altri nobili, furono corrotti dai veneziani. Non furono mai mobilitati, ma lasciarono i ranghi del despota Stefan. Sebbene l'ammiraglio veneziano Francesco Bembo offrì del denaro a Gjon Kastrioti II, ai Dukagjini e a Koja Zaharija nell'aprile 1423 per unirsi alle forze veneziane contro il despotato serbo, essi rifiutarono.
I nomi degli altri rami della famiglia dei Dukagjini sono citati in un documento ragusano del 1387. I fratelli Lekë e Paul Dukagjini sono descritti come proprietari di Lezhë che si assicurarono un lasciapassare gratuito per i mercanti ragusani nel loro dominio.
Pal Dukagjini (morto nel 1393) ebbe cinque figli: Tanush (il Piccolo), Progon, Pal (II), Andrea e Gjon Dukagjini. Pal II Dukagjini fu ucciso nel 1402 in Dalmazia mentre tornava da Venezia; Progon morì nel 1394. In un documento successivo, Tanush appare come alleato di Koja Zaharia e sembra essere morto da qualche parte prima del 1433. Andrea Dukagjini morì nel 1416, mentre suo fratello Gjon divenne sacerdote e sembra sia morto nel 1446.
Lekë Dukagjini ebbe due figli, Progon e Tanush (il maggiore) Dukagjini, e una figlia, Boša, che era sposata con Koja Zaharia. Progon Dukagjini sposò la ragazza di Carlo Thopia e sembra che sia stato ucciso nel 1402 sotto il servizio veneziano. Tanush (il maggiore) Dukagjini si trasferì a Scutari con la sua famiglia, composta da due figli Pal e Lekë Dukagjini e due ragazze, di cui si conosce solo il nome, Kale. Nel 1438 Tanush (il maggiore) Dukagjini fu internato a Padova e non è più menzionato nelle cronache.
Il suo figlio più piccolo, Lekë Dukagjini (nato nel 1420), non ebbe un grande ruolo politico e viene citato per l'ultima volta nel 1451, come nemico di Venezia. L'altro suo figlio Pal Dukagjini (1411–1458) partecipò alla Lega di Alessio e fu alleato di Scanderbeg. Il 21 ottobre 1454 Alfonso V di Napoli informò Scanderbeg che Pal Dukagjini aveva mandato i suoi inviati e dichiarava la sua fedeltà e vassallaggio al Regno di Napoli ù. Sulla base di ciò, Alfonso V assegnò a Pal Dukagjini 300 ducati di provvigioni annuali.
Pal ebbe quattro figli, Lekë, Nikollë, Progon e Gjergj Dukagjini.
Il nome di Gjergj Dukagjini è citato solo una volta nelle fonti storiche, mentre suo fratello Progon morì prima del 1471. Gli altri due fratelli, Lekë e Nikollë Dukagjini, lasciarono il paese dopo la cattura di Scutari nel 1479, diretti in Italia. Tornarono nel 1481, cercando di riconquistare i loro precedenti territori dagli ottomani. Uno dei loro figli, Progon Dukagjini, tentò di fare lo stesso nel 1501, ma con scarso successo.
Dopo che la famiglia Dukagjini lasciò la Lega di Alessio nel 1450, insieme alla famiglia Arianiti, conclusero una pace con l'Impero ottomano e iniziarono le loro azioni contro Scanderbeg. 
Alcuni dei Dukagjini sembrano essere fuggiti a Venezia insieme ad altri veneziani quando lasciarono Scutari, e un Luca Ducagini Duca di Pulato e dello stato Ducagino è registrato a Venezia nel 1506.
Dukakinzade Ahmed Pasha (morto nel marzo 1515) (in albanese Ahmed Pasha Dukagjini), un altro discendente della famiglia, era uno statista ottomano albanese. Fu gran visir dell'Impero ottomano dal 1512 al 1515. Suo figlio, Dukakinzade Mehmed Pasha (in turco Dukakinoğlu Mehmed Paşa), fu governatore dell'Eyalet d'Egitto dal 1544 al 1546, fino alla sua esecuzione.

## Possedimenti

### I possedimenti di Pal e Nicolas
Pal Dukagjini e il suo parente Nicolas Dukagjini erano inizialmente sudditi di Lekë Zaharia, un vassallo veneziano che aveva possedimenti intorno a Scutari. Nicolas uccise Lekë e i Dukagjini continuarono a governare sui loro villaggi Buba, Salita, Gurichuchi, Baschina sotto il vassallaggio veneziano. Pal e Nicholas facevano parte della Lega di Alessio, un'alleanza militare forgiata nel 1444 che cercò di prendere l'Albania dall'Impero ottomano, guidata da Scanderbeg. Nel 1450 abbandonarono l'esercito di Scanderbeg e si allearono con gli ottomani contro Scanderbeg.